# I Remember Clifford

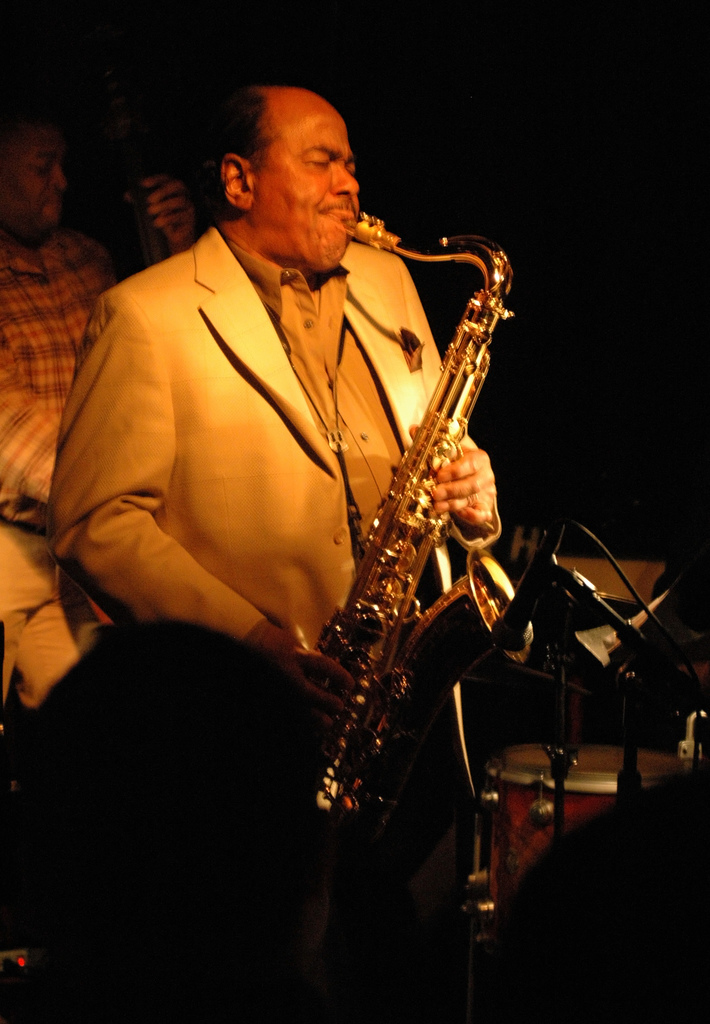
Benny Golson

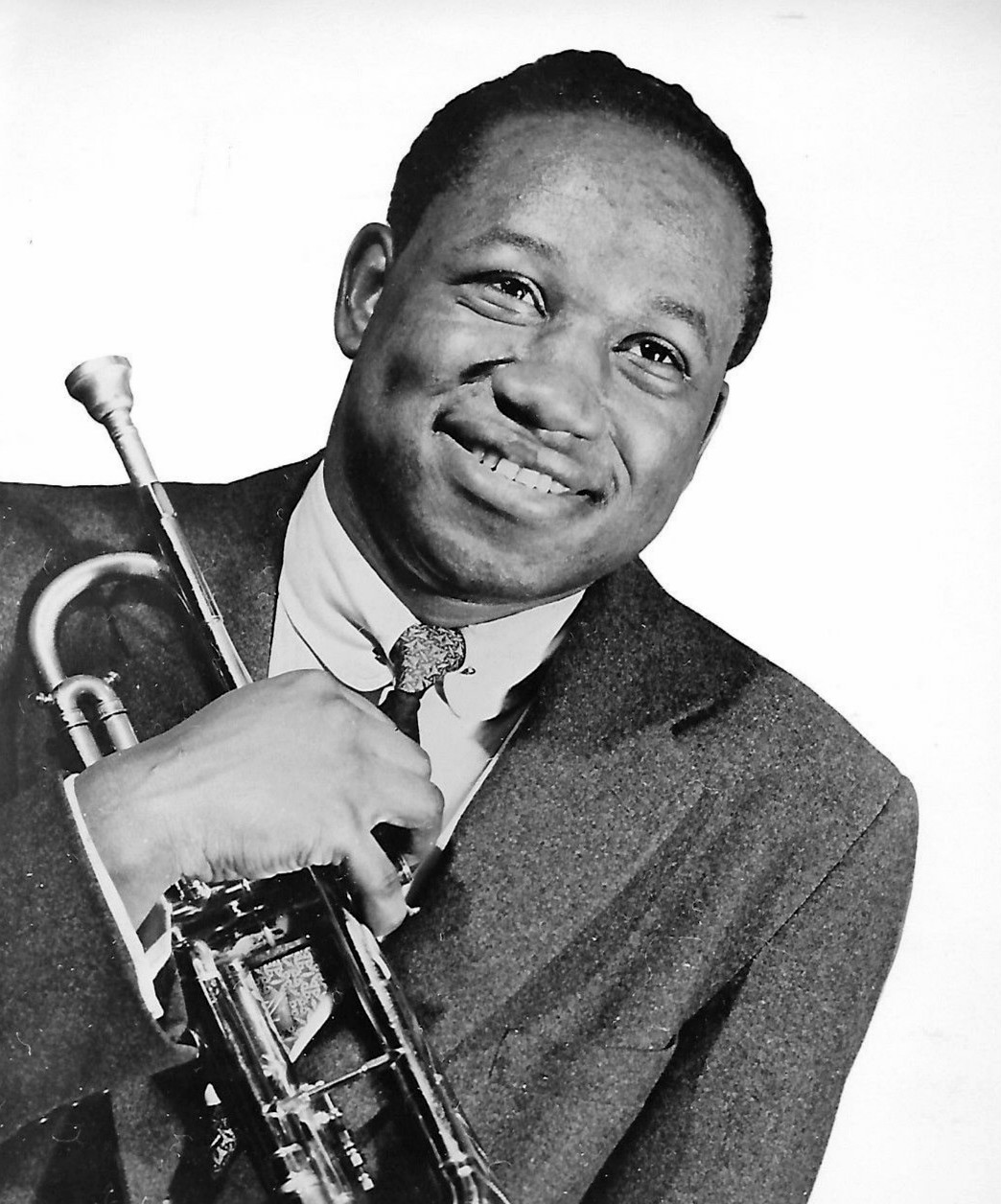
Clifford Brown 1956

"I Remember Clifford" es una canción instrumental de jazz escrita por el saxofonista tenor del jazz Benny Golson en memoria de Clifford Brown, el influyente y respetado trompetista de jazz que murió en un accidente automovilístico a la edad de 25 años.  Brown y Golson habían hecho una temporada juntos en la banda de Lionel Hampton .  La grabación original fue de Donald Byrd en enero de 1957. Se ha convertido en uno de mayores estándares de jazz de los años 50. 
Arturo Sandoval grabó el álbum I Remember Clifford como tributo a Brown, quien fue una gran influencia para Sandoval e incluye la melodía de Golson. 

## Grabaciones notables
- Donald Byrd - Jazz Lab (Columbia, 1957)[2]
- George Cables – Circle (Contemporary, 1979)
- Ray Charles – My Kind of Jazz (1970)
- Kenny Dorham – This Is the Moment! (Riverside, 1958)
- Don Ellis – Shock Treatment (2002)
- Art Farmer and Benny Golson, Meet the Jazztet (Argo, 1960)[2]
- Stan Getz and Kenny Barron – People Time: The Complete Recordings (1991)
- Dizzy Gillespie – Dizzy Gillespie at Newport (Verve, 1957)[2]
- Roy Hargrove – The Tokyo Sessions (1991)
- Woody Herman – Woody Live East and West (CBS, 1965)
- Milt Jackson – Bags' Opus (United Artists, 1958)
- Keith Jarrett – Still Live (ECM, 1986)[2]
- Quincy Jones – The Birth of a Band (1959)[2]
- The Manhattan Transfer – Vocalese (1985)
- Hugh Masekela – Almost Like Being in Jazz (Chissa, 2005)
- Carmen McRae –  Carmen for Cool Ones (1958)[3]
- Helen Merrill – Brownie: Homage to Clifford Brown (1995)[3]
- Modern Jazz Quartet – European Concert (Atlantic, 1960)
- Lee Morgan – Lee Morgan Vol. 3 (Blue Note, 1957)[2]
- Oscar Peterson – Something Warm (Verve, 1962)
- Bud Powell  with Don Byas – A Tribute to Cannonball (Columbia, 1961 [1979])
- Buddy Rich – Blues Caravan (Verve, 1961)
- Sonny Rollins with Thad Jones – Now's the Time (RCA Victor, 1964)[2]
- Arturo Sandoval – I Remember Clifford (GRP, 1992)[2]
- Sarah Vaughan – Live in Prague 1978 (DVD)[3]
- Dinah Washington – grabado el 4 de octubre de 1957, The Queen[4][2]
- Nancy Wilson with George Shearing – The Swingin's Mutual! (1961)
- Bill Wurtz – Jazz Green Giant (2014)[5]